# The Show (песня Ленки)
«The Show» — первый сингл австралийской певицы и автора песен Ленки, спродюсированный Стюартом Броули. Он был выпущен 6 сентября 2008 года. Эта песня вошла в её первый альбом Lenka, выпущенный в октябре 2008 года. Он был раскручен как бесплатный сингл недели в iTunes.

## Трек-лист
1. "The Show" (Album Version) – 3:55
2. "Gravity Rides Everything" (The Woodstock Sessions) – 3:49

## Видеоклип
В музыкальном клипе Ленка сидит на скамейке в парке, поет свою песню и срывает лепестки с цветка. Затем она переходит к следующей сцене, где она едет в автобусе и смотрит на других людей, включая старую леди и мужчину, который, как она замечает, пристально смотрит на неё. Затем она летит в фотоателье, где рассматривает фотографию со своими друзьями. Есть также сцена, в которой она играет в теннис, ни разу не попав по мячу. Следующая сцена — она едет на велосипеде с продуктами. Пока она едет на велосипеде, она замечает, что люди танцуют, пока она поет второй куплет. Затем она летит на концерт, где поет припев, и улетает в ресторан, где они с мужчиной из автобуса ужинают. Мужчина замечает, что еда Ленки была нарезана невидимым предметом. Затем она идет к себе домой, где её зубная щетка чистит зубы без её участия, и она медленно ложится спать. Она смотрит телевизор (где все поют её песню вместе с ней) и выключает свет.

## В массовой культуре
Песня звучала в таких фильмах и сериалах, как «Дурнушка», «Ангус, стринги и поцелуи взасос», «Человек со звезды» и «Человек, который изменил всё».

## Чарты
| Чарт (2008–09)                             | Высшая позиция position |
| ------------------------------------------ | ----------------------- |
| Австралия (ARIA)                           | 65                      |
| Австрия (Ö3 Austria Top 40)                | 13                      |
| Бельгия/Фландрия (Ultratip Bubbling Under) | 4                       |
| Чехия (Rádio — Top 100)                    | 35                      |
| European Hot 100                           | 49                      |
| Германия (GfK)                             | 23                      |
| Japan (Japan Hot 100)                      | 24                      |
| Швейцария (Schweizer Hitparade)            | 21                      |
| Великобритания (OCC UK Singles)            | 22                      |
| США (Billboard Adult Pop Airplay)          | 25                      |

| Чарт (2009)                 | Позиция |
| --------------------------- | ------- |
| Austria (Ö3 Austria Top 40) | 73      |